# Riccardo Sesani
Riccardo Sesani, né le 7 novembre 1949 à Rimini (Émilie-Romagne), est un réalisateur et scénariste de cinéma italien,.

## Filmographie

### Réalisateur
- 1976 : Un amore targato Forlì (it)
- 1982 : Bonne comme du pain (Buona come il pane)
- 1983 : Jocks (it)
- 1986 : La Dernière Étreinte (Una donna da scoprire)
- 1989 : L'ultima emozione (it)
- 1992 : Belle da morire
- 1996 : Un caso d'amore
- 1999 : Una furtiva lacrima
- 2009 : Una vita violata (it)
- 2015 : Canto finale
- 2020 : Dillo al mare